# KEIRINグランプリ02
KEIRINグランプリ02（けいりんぐらんぷりぜろつー）は、2002年12月30日（月）に立川競輪場で開催されたKEIRINグランプリである。優勝賞金7000万円。

## 出場選手
| 車番 | 選手     | 登録地 | [ 2 ]                        |
| ---- | -------- | ------ | ---------------------------- |
| 1    | 村上義弘 | 京都   | 全日本選抜優勝               |
| 2    | 小橋正義 | 新潟   | GPP 100                      |
| 3    | 小野俊之 | 大分   | GPP 160                      |
| 4    | 池尻浩一 | 福岡   | GPP 10.5                     |
| 5    | 松本整   | 京都   | 寛仁親王牌、オールスター優勝 |
| 6    | 戸邉英雄 | 茨城   | GPP 100                      |
| 7    | 山口富生 | 岐阜   | 高松宮記念杯優勝             |
| 8    | 渡邉晴智 | 静岡   | GPP 130                      |
| 9    | 山田裕仁 | 岐阜   | 競輪祭、日本選手権優勝       |

- 補欠選手は古原勝己（大阪、GPP 8.5）。

## 競走結果
| 着順 | 選手     | 決まり手 |
| ---- | -------- | -------- |
| 1    | 山田裕仁 | 捲       |
| 2    | 山口富生 | マ       |
| 3    | 村上義弘 |          |
| 4    | 小野俊之 |          |
| 5    | 小橋正義 |          |
| 6    | 池尻浩一 |          |
| 7    | 戸邉英雄 |          |
| 8    | 渡邉晴智 |          |
| 9    | 松本整   |          |

### 配当金額
| 車番二連勝単式 | 9-7   | 1,330円 |
| 三連勝単式     | 9-7-1 | 6,050円 |

## グランプリポイント制度
この年から新たに、グランプリ出場者の選定基準に、GI決勝での着順によるポイント制（次の表）が採用された（しかし、競輪ファンの支持を得られなかったこと等を受けて翌年から廃止）。
※ 6日制開催のダービーとオールスター、グランプリ出場権をかけた最後のGI全日本選抜の2、3着は高めに設定。
| 着順       | ダービー（3/24） オールスター（9/23） | 全日本選抜（11/4）     | 競輪祭（1/27） 高松宮杯（6/2） 寛仁親王牌（7/28） |                        |
| ---------- | ------------------------------------- | ---------------------- | ------------------------------------------------- | ---------------------- |
| 1着        | 無条件でグランプリ出場                | 無条件でグランプリ出場 | 無条件でグランプリ出場                            | 無条件でグランプリ出場 |
| 2着        | 10.5                                  | 12                     | 10                                                | 10                     |
| 3着        | 08.5                                  | 10                     | 8                                                 | 8                      |
| 4着        | 6                                     | 6                      | 6                                                 | 6                      |
| 5着        | 5                                     | 5                      | 5                                                 | 5                      |
| 6着        | 4                                     | 4                      | 4                                                 | 4                      |
| 7着        | 3                                     | 3                      | 3                                                 | 3                      |
| 8着        | 2                                     | 2                      | 2                                                 | 2                      |
| 9着        | 1                                     | 1                      | 1                                                 | 1                      |
| 競走中止   | 0.5                                   | 0.5                    | 0.5                                               | 0.5                    |
| 失格・欠場 | 0                                     | 0                      | 0                                                 | 0                      |

1. ↑  内林 10.5ダービー
2. ↑  池尻 10.5オールスター
3. 1 2  小野 12全日本選抜 + 4親王牌
4. 1 2  渡邉 10競輪祭 + 3全日本選抜
5. 1 2  山田 高松宮杯2着 / オールスター3着
6. ↑  小橋 10親王牌
7. ↑  古原 8.5ダービー
8. ↑  戸邉 10全日本選抜

- なお、ダービー2着で10.5ポイントを獲得した内林久徳は、事故点ペナルティによって、グランプリ選考外となった。

- この年のGII覇者では小野俊之（西王座戦）とは対照的に、神山雄一郎（共同通信社杯競輪）と岡部芳幸（東王座戦）が、GPPが振るわずグランプリに出られなかった。

## エピソード
- この大会から、前年のグランプリ優勝者が特典として出場できる枠が廃止された。

- この大会から、優勝者が翌年のKEIRINグランプリ直前までの1年間、出場する全レースで1番枠に固定される特典が導入された。

- ユニフォームが9色に変わって初のグランプリ。この大会の直前に実施したネット投票の結果、「グランプリレーサーオリジナルユニフォーム」のデザインが決定。トライバル柄を用いたもので、高田延彦が監修した。翌年1月の競輪祭から約1年間、グランプリメンバーが着用するようになった[9]。

- 地上波中継は、テレビ東京《TXN系列 全24局ネット》が放送。

- GP単体の売上は、73億9456万5600円。目標の85億円を大幅に下回った。

- シリーズ全体の目標額は前年と同様の180億円だったが、シリーズ三日間の売り上げは168億9620万4200円とこちらも目標を大きく下回った。